# Lispe metatarsalis
Lispe metatarsalis este o specie de muște din genul Lispe, familia Muscidae, descrisă de Thomson în anul 1869. Conform Catalogue of Life specia Lispe metatarsalis nu are subspecii cunoscute.